# 长寿碘泡虫
长寿碘泡虫（学名：Myxobolus changshouensis）为碘泡科碘泡虫属的动物。在中国，分布于四川等，营寄生生活，寄生在泥鳅的鳃以及鲤的肠。